# Санта Катерина Албанезе
Санта Катерина Албанезе (итал. Santa Caterina Albanese) је насеље у Италији у округу Козенца, региону Калабрија.
Према процени из 2011. у насељу је живело 329 становника. Насеље се налази на надморској висини од 461 м.

## Становништво
Према резултатима пописа становништва 2011. у општини је живело 1.244 становника.
| 1931. | 1936. | 1951. | 1961. | 1971. | 1981. | 1991. | 2001. | 2011. |
| ----- | ----- | ----- | ----- | ----- | ----- | ----- | ----- | ----- |
| 1.605 | 1.891 | 2.195 | 2.037 | 1.874 | 1.628 | 1.607 | 1.383 | 1.244 |